# The Eichmann Show - Il processo del secolo
The Eichmann Show - Il processo del secolo (The Eichmann Show) è un film per la televisione del 2015 diretto da Paul Andrew Williams e interpretato da Martin Freeman e Anthony LaPaglia.

## Trama
1961: il regista Leo Hurwitz, inserito nella lista nera del maccartismo, viene ingaggiato dal produttore Milton Fruchtman, per dirigere la trasmissione del processo al criminale nazista Adolf Eichmann. Dapprima osteggiata dalle autorità israeliane, poi accettata, la trasmissione del processo divenne un evento mondiale, che per alcuni giorni "gareggiò" con la trasmissione del giro spaziale di Jurij Gagarin e con la crisi della Baia dei Porci.
Tra produttore e regista non mancano le frizioni, soprattutto inerenti alle modalità di conduzione delle riprese: interessato alla figura di Eichmann, non capacitandosi di come possa rimanere imperturbabile di fronte alle terribile accuse e ai devastanti racconti dei sopravvissuti, Hurwitz indugia spesso sul primo piano del criminale nazista. Il processo cresce d'intensità e d'interesse mediatico (viene trasmesso quotidianamente in tutto il mondo, anche via radio) con il racconto dei testimoni, e infine con l'interrogatorio di Eichmann da parte del Procuratore Generale Gideon Hausner.

## Produzione e distribuzione
La pellicola, trasmessa dall'emittente britannica BBC il 20 gennaio 2015, narra la produzione e il "dietro le quinte" della trasmissione televisiva del processo al criminale nazista Adolf Eichmann da parte delle autorità di Israele, dopo la sua cattura in Argentina nel 1960. Artefice della complicata operazione il produttore televisivo Milton Fruchtman, che ingaggiò il regista di documentari Leo Hurwitz, all'epoca inserito nella "lista nera" durante il periodo del maccartismo. Il film inserisce veri spezzoni del processo (compreso l'interrogatorio del procuratore generale Gideon Hausner), unitamente a riprese originali. In occasione della giornata della memoria, la Lucky Red ha distribuito il film nei cinema dal 25 al 27 gennaio 2016.

## Accoglienza
La pellicola, narrata con ritmo serrato, ha avuto una generale critica positiva ed è stata definita "assolutamente trascinante" e in grado di "mostrare sia la natura del male sia il potere della televisione".